# Petr Skoumal
Petr Skoumal (7. března 1938 Praha – 28. září 2014 Praha) byl český hudební skladatel, textař a klávesista. Od konce šedesátých let vystupoval s písničkářem Janem Vodňanským. Byl autorem scénické hudby k divadelním a televizním inscenacím, večerníčkům a k desítkám filmů (např. Jára Cimrman ležící, spící). Věnoval se také oceňované tvorbě písniček pro děti i vlastní sólové dráze.

## Život
Jeho rodiči byli překladatelé a literární kritici Aloys Skoumal a Hana Skoumalová, jeho kmotrem byl český katolický spisovatel Jan Čep. Vzhledem k tomu, že matka byla židovského původu, byl otec ke konci války odeslán do sběrného tábora v rakouském Kletendorfu. V koncentračních táborech zahynula velká část rodiny z matčiny strany. Po válce se otec Aloys Skoumal stal československým kulturním atašé v Londýně, kde čtyři roky s rodinou žil. Po roce 1948 se vrátili do Československa.
Petr Skoumal zpíval ve sboru Schola Cantorum, kde si ho filmaři vybrali pro dětskou roli ve filmu Otakara Vávry Nezbedný bakalář (1946). Tím však jeho „filmová kariéra“ skončila a dál se věnoval především hudbě.

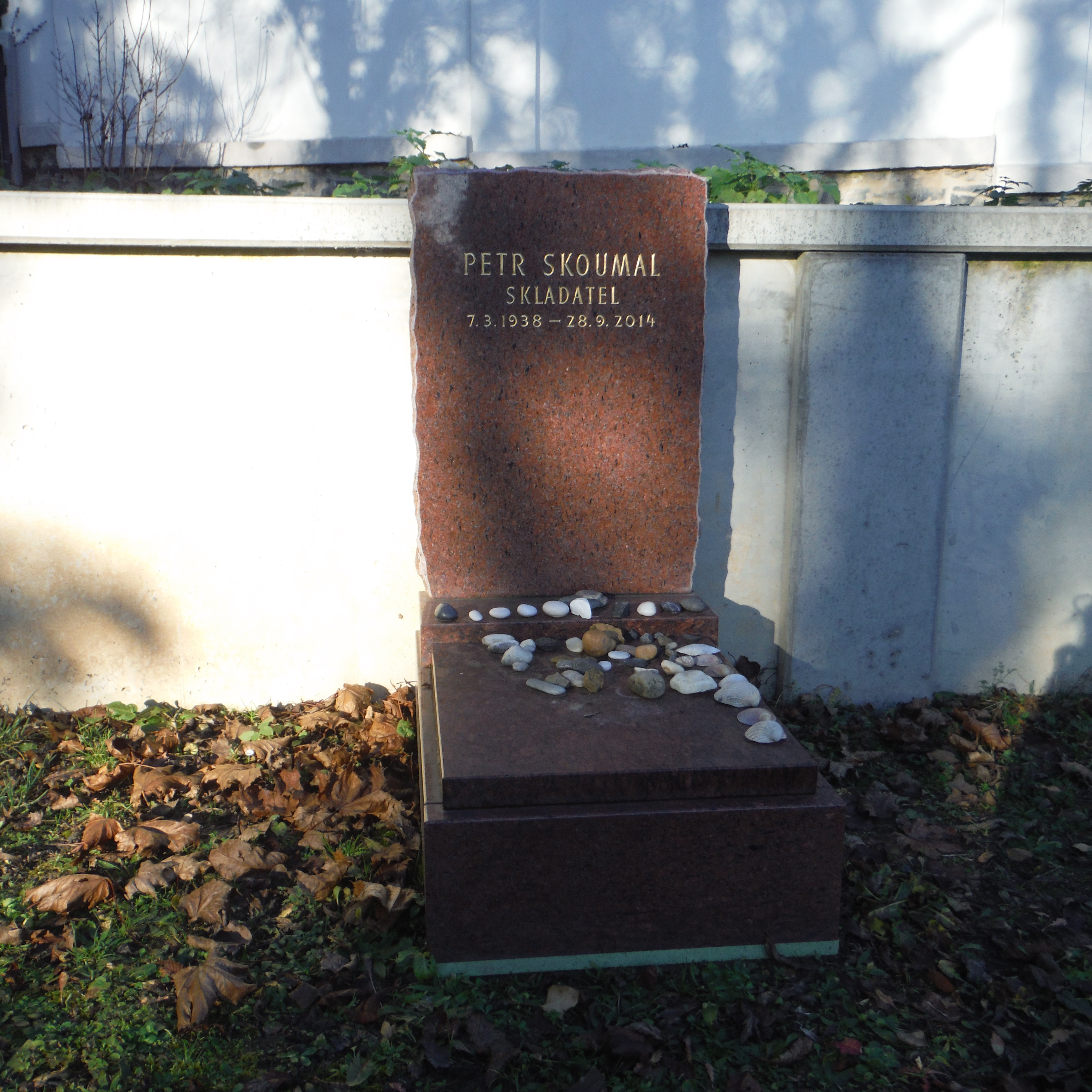
Hrob skladatele na Novém židovském hřbitově na Olšanech

Umělecké vzdělání získal nejdříve na Pražské konzervatoři, kde studoval dirigování. Ve studiu pokračoval na brněnské Janáčkově akademii múzických umění, kde absolvoval v roce 1962 obor řízení sboru. Poté psal scénickou hudbu a byl také externím spolupracovníkem Československého rozhlasu.
V letech 1962–1964 absolvoval Petr Skoumal vojenskou službu v Armádním uměleckém souboru, se základnou v kasárnách v Praze na Pohořelci. Působil zde jako hudební redaktor, korepetitor a klavírista. Mezi jeho kamarády byli mj. i budoucí kolegové v Činoherním klubu, Jiří Zahajský, Jiří Kodet a Jiří Hrzán.

### Spolupráce s Janem Vodňanským

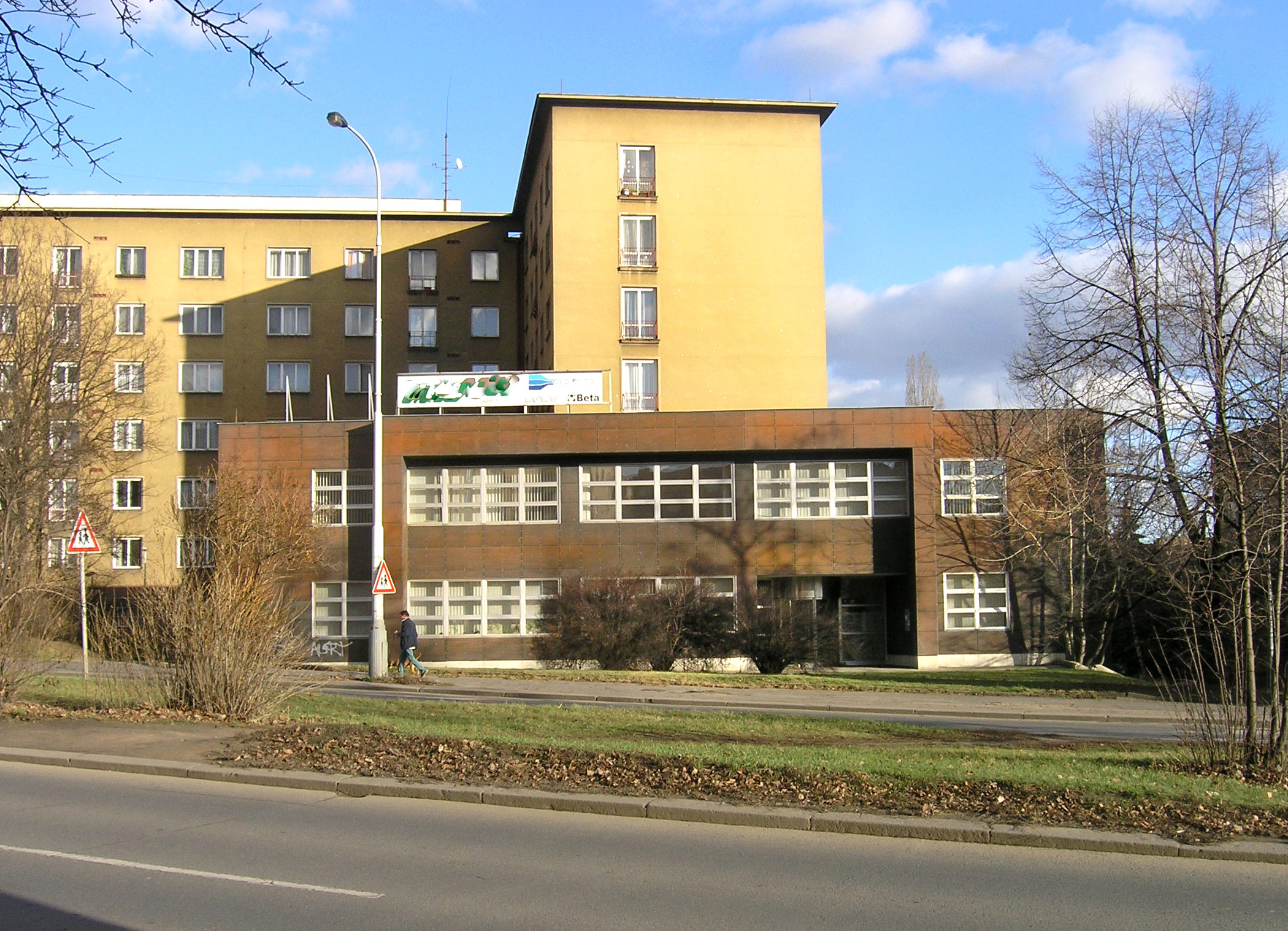
Bývalý klub Eden ve Vršovicích, kde Jan Vodňanský s Petrem Skoumalem občas vystupovali v 70. letech 20. století

Od roku 1966 pracoval v Činoherním klubu, kde byl režisérem a hudebním dramaturgem. Především zde však vyvrcholila jeho spolupráce s Janem Vodňanským. Hráli spolu sice již dříve v Redutě, Ateliéru a Divadle hudby, ale vrcholem jejich společné tvorby byly scénické koláže parodických scének, básní a písniček právě v Činoherním klubu. První z nich vznikla v roce 1969 pod názvem S úsměvem idiota, o rok později pak následovaly Hurá na Bastilu a S úsměvem Donkichota. Některé z textů reagovaly na tehdejší politickou situaci (např. píseň „Maršálové“ se dotýká invaze vojsk v srpnu 1968), a proto se jejich autoři stali nepohodlnými.
Za normalizace (koncem roku 1973) byly jejich hry zakázány, Skoumal s Vodňanským museli z divadla odejít a bylo jim zakázáno i účinkování v televizi a rozhlase. Mohli vystupovat jen příležitostně na některých malých scénách, zprvu v Olympiku ve Spálené ulici, později jen v klubech (např. Eden, Čáslavská, vysokoškolské koleje na Strahově, Petynka).

### Scénická, filmová a písničková tvorba
Začátkem 80. let se jejich umělecké dráhy rozešly a Petr Skoumal se od té doby plně věnoval samostatné tvorbě a psal mnoho písniček. I když jsou rozděleny na tvorbu pro děti a pro dospělé, hranice mezi nimi není nikdy ostrá a např. mnohé dětské písničky mají, díky jeho osobitému stylu, ohlas i u dospělých.
V listopadu 1989 složil též monumentální píseň Neopouštěj nás (Svatý Václave).
Velmi významná je jeho tvorba pro film a televizi (např. Srdečný pozdrav ze zeměkoule, Nejistá sezóna, Jára Cimrman ležící, spící, Svatební cesta do Jiljí, Rozpuštěný a vypuštěný) i k večerníčkům (Maxipes Fík, Bob a Bobek, ...A je to!).
Pro Divadlo Járy Cimrmana v roce 1985 složil meziaktní hudbu ke hře Dobytí severního pólu.
Psal hudbu mnohým hudebníkům, několik let působil jako člen kapely Etc... Vladimíra Mišíka, dlouhodobě spolupracoval například s Michalem Prokopem (složil např. píseň „Kolej Yesterday“). Vystupoval i v dětských představeních v Divadle v Dlouhé.
Zemřel po dlouhé nemoci 28. září 2014 v Ústřední vojenské nemocnici v Praze.

## Osobní život
S manželkou herečkou Ilonou Svobodovou měl Petr Skoumal syna Filipa (* 1991), před ní žil s herečkou Táňou Fischerovou, se kterou měl syna Kryštofa (* 1976).

## Diskografie

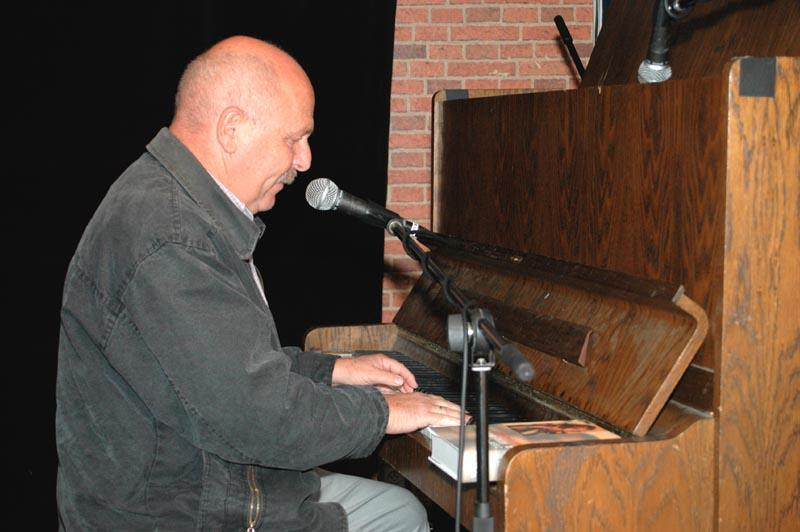
Petr Skoumal hraje na piáno

### Gramofonové LP desky s Janem Vodňanským
- S úsměvem idiota Supraphon
- S úsměvem Donkichota a Hurá na Bastilu (dvojité LP), Supraphon
- Vodňanský & Skoumal : Život a dílo, Supraphon, 2008, 4 CD - obsahuje předešlá alba S úsměvem idiota, Hurá na Bastilu, S úsměvem Donkichota, Od půl jednej do čtvrt na tři a Večírek rozpadlých dvojic, soubor je doplněn dříve nevydanými písněmi. EAN 099925586027[7]

### CD pro děti
- Kdyby prase mělo křídla (Bonton 1991)
- Jak se loví gorila (1994)
- Pečivo (Bonton 1995)
- Pro děti od pěti (2000)
- Když jde malý bobr spát (2003)
- Kampak běžíš, ježku (2008) – Supraphon SU 5915-2 EAN 99925591526, CD [8]

### CD pro dospělé
- …se nezblázni (1989)
- Poločas rozpadu (1990)
- Hotelový pokoje (1994)
- Březen (1999)
- Nebo cibule (2006)

### CD a LP desky s Janem Vodňanským
- S úsměvem idiota (LP, 1972)
- S úsměvem Donkichota a Hurá na Bastilu (dvojité LP, 1974)
- Ty české tajfuny (Písně, básně a přednášky z let 1974–2000, komplet 4 CD)
- Tarantule, 2016
- Všechno je proměnlivé / Zakázané koncerty 1974–1981, 2018

### DVD
- Když já byl ještě malý klouče..., 2009

Písní Zvolna chápu je také zastoupen na EP sampleru Drobné skladby mistrů (Panton, 1988).
V roce 2007 vydal výběrové 3CD 52+2.

## Filmová hudba
- Jsem nebe (1970)
- Přijela k nám pouť (1973)
- Traja chrobáci (1976)
- Snehuliaci (1980)
- Demokrati (1980)
- Trhák (1980)
- Prázdniny pro psa (1980)
- Srdečný pozdrav ze zeměkoule (1982)
- Svatební cesta do Jiljí (1983) (TV)
- Jára Cimrman ležící, spící (1983)
- Rozpuštěný a vypuštěný (1984)
- Smích se lepí na paty (1986)
- O princezně na klíček (1987) (TV)
- Co oko neuvidí (1987)
- Nejistá sezóna (1987)
- Když v ráji pršelo (1987)
- Správná trefa (1987)
- Poklad rytíře Miloty (1989)
- Motýlí čas (1990)
- Mojžíš (1992)
- Indiánské léto (1995)
- …ani smrt nebere (1995)
- Spát a spát (1996)
- Černí baroni (2004) (TV seriál)
- Kutyil s.r.o. (2008) (TV sitcom)

## Televiznívečerníčky
- Maxipes Fík (1976)
- O zvířátkách pana Krbce (1977)
- Minirozprávky do postieľky (1977)
- Dobrodružství slípky Pipky (1978)
- Příběhy požární stanice (1979)
- Pat a Mat (1979)
- Indiánske rozprávky (1982)
- Bob a Bobek (1979)
- Malá čarodějnice (1983)
- Příběhy včelích medvídků (1984)
- Rozprávky pod stromček (1985)
- O Človíčkovi (1985)
- Jája a Pája (1986)
- Pestrík a ja (1987)
- Autíčko s červeným srdcem (1987)
- Kamaráti Pašinkovia (1987)
- Kleofášovy trampoty (1989)
- Kotě z Kocourkova (1992)
- Myši na scénu (1993)
- Halali (1995)
- Skopičinky a malůvky Mistra Libora Vojkůvky (1997)
- Do pohádky (2000)
- Matylda (2000)
- My tři braši od muziky (2000)
- Já, Baryk (2002)
- Doktor Animo (2006)
- Hajadla (2006)
- Chaloupka na vršku (2008)
- Inspektor Fousek na stopě (2007)
- Strašidla na Kulíkově (2010)

## Knihy
- Jan Vodňanský, Pavel Šrut, Emanuel Frynta, Petr Skoumal, Zdeněk Svěrák: Když tygr jede do Paříže. Vydalo nakladatelství Mladá fronta v roce 2006 (1. vydání), ISBN 80-204-1346-4, EAN 9788020413468, Ilustrace: Helena Rosová, zpěvník